# サンクト・ペテルブルグ〜ダジャレ男の悲しきひとり旅〜
「サンクト・ペテルブルグ〜ダジャレ男の悲しきひとり旅〜」（- だじゃれおとこのかなしきひとりたび）は、1998年2月5日に発売されたKAN24作目のシングル。
アルバム『TIGERSONGWRITER』（1998年3月5日発売）からの先行シングル。

## 収録曲
全曲　作詞・作曲：KAN
1. サンクト・ペテルブルグ〜ダジャレ男の悲しきひとり旅〜
  - 編曲：KAN・小林信吾
2. Regrets （Live）
  - 編曲：ヤン嶋田とニューブリーフ
3. サンクト・ペテルブルグ〜ダジャレ男の悲しきひとり旅〜（Original Karaoke）